# 西弗里霍爾德 (新澤西州)
西弗里霍爾德（英語：West Freehold）是位於美國新澤西州蒙茅斯縣的普查規定居民點。

## 人口
根據2020年美國人口普查的數據，西弗里霍爾德的面積為15.35平方千米，當中陸地面積為15.31平方千米，而水域面積為0.04平方千米。當地共有人口13596人，而人口密度為每平方千米885.73人。